# Melsungen
Melsungen is een gemeente in de Duitse deelstaat Hessen, gelegen in de Schwalm-Eder-Kreis. De stad telt 13.797 inwoners.

## Geografie
Melsungen heeft een oppervlakte van 63,1 km² en ligt in het centrum van Duitsland, iets ten westen van het geografisch middelpunt.
Bad Zwesten · Borken · Edermünde · Felsberg · Frielendorf · Fritzlar · Gilserberg · Gudensberg · Guxhagen · Homberg · Jesberg · Knüllwald · Körle · Malsfeld · Melsungen · Morschen · Neuental · Neukirchen · Niedenstein · Oberaula · Ottrau · Schrecksbach · Schwalmstadt · Schwarzenborn · Spangenberg · Wabern · Willingshausen